# Rose Rose I Love You (film)
Pour plus de détails, voir Fiche technique et Distribution.
Rose Rose I Love You (玫瑰玫瑰我愛你, Mui gwai mui gwai ngo oi nei) est une comédie hongkongaise réalisée par Jacky Pang et sortie en 1993 à Hong Kong. Suite de La Rose noire, sorti l'année précédente, Tony Leung y retrouve son rôle mais il n'y a pas de continuité scénaristique.
Elle totalise 21 929 420 HK$ de recettes à Hong Kong. Sa suite, La Rose noire 2, sort en 1997 avec des acteurs et une histoire différents.

## Synopsis
Micky (Simon Yam), un voleur, est arrêté par les inspecteurs Keith Lui (Tony Leung Ka-fai) et Leung Sing-po (Kenny Bee) alors qu'il tente de voler un diamant inestimable appelé l'« Étoile de Malaisie ». Cependant, lorsque ce joyau disparaît, Micky accuse la « Rose noire » (Veronica Yip) de l'avoir volé, provoquant un tollé.
Une nuit, Micky s'évade de prison et Keith et Sing-po commencent sa traque. Les deux imaginent un plan ingénieux pour se rapprocher de l'ex-amante de Micky, Pearl Chan (Carina Lau), afin de trouver des indices. Pendant ce temps, la « Rose noire » se déguise en civil en prenant le surnom de « Beauté », et se rapproche de Keith pour laver son nom, ce qui provoque beaucoup de maux de tête à Keith. Micky réussit à voler la clé de l'« Étoile de Malaisie » à Pearl, qui se révèle être en réalité la « Rose blanche », la rivale de la « Rose noire ». Pearl enquête sur le lieu du vol du diamant, mais à son insu, la clé est cachée dans son collier, et Micky réussit à la récupérer. Cependant, la petite amie de ce-dernier, Lulu (Charine Chan), est en fait la disciple de la « Rose blanche » et trompe Micky en lui donnant la clé. Lorsque la « Rose noire » apprend cela, elle reprend la clé et prouve son innocence. À ce moment, Keith et Sing-po réalisent la véritable identité de leurs intérêts amoureux respectifs, « Beauté » et Pearl. Pour récupérer la clé, Micky attache une bombe autour de lui et menace de tuer tout le monde.

## Fiche technique
- Titre original : 玫瑰玫瑰我愛你
- Titre international : Rose Rose I Love You
- Réalisation : Jacky Pang
- Scénario : Wang Chen-ho
- Musique : Lowell Lo
- Photographie : Chan Yuen-kai
- Montage : Hai Kit-wai
- Production : Jeffrey Lau
- Société de production et de distribution : Regal Films (en)
- Pays d'origine :  Hong Kong
- Langue : cantonais
- Genre : comédie
- Durée : 94 minutes
- Date de sortie :
  - Hong Kong : 27 mars 1993
  - Taïwan : 3 septembre 1993

## Distribution
- Tony Leung Ka-fai : Keith Lui
- Kenny Bee : Leung Sing-po
- Simon Yam : Micky
- Carina Lau : Pearl Chan/la « Rose blanche »
- Veronica Yip : « Beauté »/la « Rose noire »
- Charine Chan : Lulu/la « Rose blanche » n°3
- Bowie Lam : Tam Tak-cheung
- Ku Feng : le père en colère de la petite amie de Tam
- Lo Hung : le directeur d'école/la « Rose blanche » n° 2
- Tommy Leung : l'officier supérieur de Keith
- Jameson Lam : un membre du gang de la « Rose blanche »